# Inántsy-Pap Elemér
Inántsy-Pap Elemér (Fülesd, Szatmár vármegye, 1881. szeptember 7. – 1964. augusztus 17.) magyar ügyvéd, kincstári ügyész, miniszteri osztályfőnök, országgyűlési képviselő.

## Élete
1881-ben született a Szatmár vármegyei Fülesden, református vallásban, az Abaúj vármegyei Ináncsról évszázadokkal ezelőtt Szatmárba szakadt birtokos nemesi családban. Középiskolai tanulmányait Szatmárnémetiben végezte, majd jogot hallgatott a debreceni jogakadémián, a kolozsvári és a budapesti tudományegyetemen. A fővárosban avatták jogi és államtudományi doktorrá, később az ügyvédi oklevelet is ott szerezte meg.
1907-ben fogalmazó gyakornokként kezdte meg pályáját, a kincstári jogügyi igazgatóságnál, nem sokkal később jogügyi segédfogalmazó, majd kincstári ügyész lett. 1919-ben a Pénzügyminisztériumba került át, miniszteri titkári rangban; előbb a monarchia likvidálási osztályán dolgozott, majd az önkormányzati háztartási főosztályra került át, amelynek később – 1936-tól – miniszteri osztályfőnöki rangban a vezetője is lett.
Munkásságának sok része volt abban, hogy a kormányhatósági felügyeletnél alkalmazott irányelvek lefektetésével és a felügyelet alaposabbá tételével az önkormányzatok gazdálkodásának pénzügyi ellenőrzése rendezetté vált. Hivatali működése mellett a szakirányú publikációk terén is jelentős tevékenységet fejtett ki: a települések gazdálkodásáról, a városok kölcsöntartozásairól, szociálpolitikai feladataikról, illetve a községek feletti kormányhatósági felügyeleti jogról is jelentek meg tanulmányai.
Szatmár vármegye közéletében is tevékeny részt vett, mint a törvényhatósági bizottság tagja, de mint örökös törvényhatósági bizottsági tag, jelen volt Borsod vármegye társadalmi életében is. Társelnöke volt a Társadalmi Egyesületek Szövetségének, és tagja a johannita lovagrendnek. Az 1939. évi általános választásokon az enyingi választókerületben indult el országgyűlési képviselőjelöltként és mandátumot is szerzett, a Magyar Élet Pártja színeiben.

## Elismerései
- Kormányzói dicsérő elismerés (1934) – pénzügyi téren szerzett érdemeiért;
- Fülesd, Vámosoroszi, Nagyszekeres és Zsarolyán díszpolgári címe.